# Frédéric de Pasquale
Frédéric de Pasquale (* 28. März 1931; † 17. Dezember 2001 in Rouen) war ein französischer Schauspieler.

## Leben
De Pasquale studierte Filmwissenschaften und Architektur. 1959 begann er, Schauspielunterricht zu nehmen. Sein Debüt als Filmschauspieler gab Frédéric de Pasquale parallel zu seinem damaligen Job als Filmausstatter an der Seite von Françoise Dorléac und Marie Laforêt in La fille aux yeux d’or (1961). Seine erste Hauptrolle hatte er als Algerienkrieg-Heimkehrer in Robert Enricos Das schöne Leben (1963). Es folgten u. a. der Alfred neben Jean Gabin in Der Bulle, Marina Vladys Ehemann in Bernard Pauls Plötzliches Verlangen und der Thriller French Connection – Brennpunkt Brooklyn.
Im deutschen Fernsehen wurde er unter anderem bekannt als erster Darsteller des Jean-Luc Mourrait, Kunsthändler in der Serie Lindenstraße.

## Filmografie (Auswahl)
- 1961: La Fille aux yeux d’or
- 1963: Das schöne Leben (La belle vie)
- 1965: Les survivants (Fernsehserie)
- 1966: Für eine Handvoll Diamanten (Safari diamonds)
- 1968: Der Bulle (Le Pacha)
- 1969: Plötzliches Verlangen (Le temps de vivre)
- 1970: Der Mann mit der Torpedohaut (La peau de torpedo)
- 1971: Brennpunkt Brooklyn (The French Connection)
- 1972: Die Rebellen (Quelques arpents de neige)
- 1973: Ein glückliches Jahr (La bonne année)
- 1974: Die großen Detektive (Les grands détectives) (Fernsehserie, 1 Folge)
- 1976: Hector, Ritter ohne Furcht und Tadel (Il soldato di ventura)
- 1980: La Boum (La Boum)
- 1989: Lindenstraße (Fernsehserie, 2 Folgen)
- 2000: Suite en ré (Fernsehfilm)